# Effetto di schermo
In fisica e in chimica l'effetto di schermo (o effetto di schermaggio) di un elettrone in un atomo è l'effetto per cui un elettrone negli orbitali più esterni risente meno dell'attrazione del nucleo rispetto ad uno negli orbitali più interni.
La causa di questo effetto consiste nel fatto che un elettrone che si trova negli orbitali più esterni subisce la repulsione coulombiana degli elettroni più interni che ne mitiga l'attrazione nucleare. Questo elettrone esterno risente quindi di una "carica nucleare schermata", detta carica nucleare efficace e data dalla relazione
{\displaystyle Z_{eff}=Z-\sigma }
dove {\displaystyle Z_{eff}} è il numero atomico efficace, Z il numero atomico proprio dell'atomo, e σ si definisce costante di schermo  (o costante di schermaggio). 